# Joanna Hogg
Joanna Hogg (Londra, 20 marzo 1960) è una regista e sceneggiatrice britannica.

## Biografia
Figlia del vice-presidente di un'agenzia assicurativa e con ascendenze aristocratiche nel ramo materno, frequenta le elementari alla prestigiosa West Heath School, dove ha come compagne di classe Lady Diana e Tilda Swinton. Dopo la laurea, studia fotografia a Firenze per poi iniziare ad interessarsi al cinema e a dirigere brevi film sperimentali in super 8 sotto la guida di Derek Jarman. Uno di questi cortometraggi, sulle sculture cinetiche di Ron Haselden, le garantisce l'accesso alla National Film and Television School di Londra nel 1982. Per il suo esame finale, Hogg dirige il cortometraggio Caprice, con protagonista proprio la Swinton.
Lavora poi per circa 15 anni esclusivamente in televisione, dirigendo il suo primo  lungometraggio, Unrelated, nel 2007, con l'intenzione di «fare tutto quello che mi era stato detto di non fare in televisione». Il film, girato interamente in ordine narrativo e incentrato sulla relazione tra una donna di mezz'età in vacanza in Toscana e il più giovane nipote di una sua amica, si aggiudica il premio della Fipresci al BFI London Film Festival ed è stato inserito dal quotidiano britannico The Guardian tra i migliori 100 film degli anni duemila.
Nel 2010 dirige il suo secondo film, Archipelago, dove ritrova nel cast Tom Hiddleston, che aveva esordito come attore proprio in Unrelated e che la Hogg dirigerà nuovamente nel suo film successivo, Exhibition, del 2013.
Nel 2019 vince il Gran premio della giuria: World Cinema Dramatic al Sundance Film Festival col film The Souvenir, d'ispirazione fortemente autobiografica, su di una relazione infelice con protagonista una studentessa inglese di cinema negli anni ottanta, interpretata dalla figlia della Swinton Honor Byrne. Nel 2020 fa parte della giuria del concorso principale della 77ª edizione della Mostra del cinema di Venezia. Dopo aver realizzato un seguito di The Souvenir nel 2021, è tornata a dirigere Swinton da protagonista in The Eternal Daughter, presentato in concorso alla 79ª Mostra internazionale d'arte cinematografica di Venezia.

## Filmografia

### Regista

#### Cinema
- Caprice – cortometraggio (1986)
- Unrelated (2007)
- Archipelago (2010)
- Exhibition (2013)
- The Souvenir (2019)
- The Souvenir: Part II (2021)
- The Eternal Daughter (2022)

#### Televisione
- Network 7 – serial TV, serie Flesh & Blood (1987-1988)
- Vicious Circle – film TV (1993)
- London Bridge – serie TV, 6 episodi (1996)
- Staying Alive – serie TV, episodi 2x03-2x04 (1997)
- Casualty – serial TV, 2 puntate (1997-1998)
- London's Burning – serie TV, episodio 11x03 (1998)
- Reach for the Moon – miniserie TV, 3 puntate (2000)
- EastEnders: Dot's Story – film TV (2003)

#### Video musicali
- Shattered Dreams – Johnny Hates Jazz (1987)

### Sceneggiatrice
- Caprice – cortometraggio (1986)
- Unrelated (2007)
- Archipelago (2010)
- Exhibition (2013)
- The Souvenir (2019)
- The Souvenir: Part II (2021)
- The Eternal Daughter (2022)

### Produttrice
- The Souvenir (2019)
- The Souvenir: Part II (2021)
- The Eternal Daughter (2022)